# Fokker Scourge

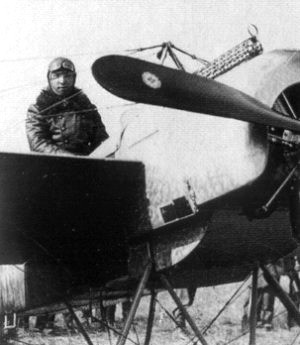
Letecké eso Max Immelmann v kokpitu svého Fokkeru E.I

Anglický termín Fokker Scourge začal v létě 1915 používat britský tisk. Vztahoval se k období první světové války, kdy se na západní frontě objevil nový německý stíhací letoun Fokker Eindecker (postupně verze E.I, E.II, E.III a E.IV). Byl vyzbrojen synchronizovaným kulometem, který mohl střílet přímo okruhem vrtule a tak dovoloval pilotům jednodušší, přesnější a hlavně účinnější střelbu. Systém poskytoval letadlu obrovskou převahu nad spojeneckými letouny, které měly kulomety namontovány v méně výhodných pozicích. Němečtí piloti, jako například Ernst Udet, Max Immelmann nebo Oswald Boelcke, sestřelili během relativně krátké doby značné množství spojeneckých letadel. Koncem léta mělo německé letectvo drtivou vzdušnou převahu, znemožňující spojencům provádění životně důležitého leteckého průzkumu a pozorování.
Fokker Eindecker (česky: Jednoplošník) byl prvním jednoplošným stíhačem vyvinutým pro německé letectvo.
Nová spojenecká letadla s tlačnou vrtulí, F.E.2 a Airco D.H.2 a nový Nieuport 11, která se zakrátko dostala do výroby, se s technickou výhodou Fokkerů na čas vyrovnala. Když však Němci v srpnu 1916 nasadili nový letoun Albatros D.II a po něm v prosinci Albatros D.III, situace se znovu obrátila a v dubnu 1917 němečtí piloti opět decimovali jednotky RFC. Toto období vešlo do historie jako „Krvavý duben“.
V následujících dvou letech převyšovaly spojenecké jednotky Němce jak v počtech tak i kvalitou svých letadel novější konstrukce. Výsledkem bylo, že Němci dokázali získat pod svou (omezenou) kontrolu jen malé úseky fronty. Německé velení požadovalo nový typ letounu, který by ztracenou převahu pomohl opět získat. Tímto strojem se stal skvělý a slavný Fokker D.VII, který zapříčinil druhé, sice kratší, ale nezanedbatelné období Fokkerova biče. Letouny Fokker D.VII byly tak úspěšné, že byly jako jediná zbraň výslovně jmenovány v podmínkách Versailleské smlouvy a všechny stroje musely být předány spojencům v rámci reparací.